# EMI
Grupul EMI (EMI Group Limited, originar, Electric and Musical Industries), cunoscut ca EMI Music ori, mai simplu, EMI, a fost o casă multinațională de discuri, o companie de publicare și una de manufacturare de dispozitive electronice, aflată în Londra, Marea Britanie. A fost dezmembrată către mai multe companii în 2012.

## Istorie

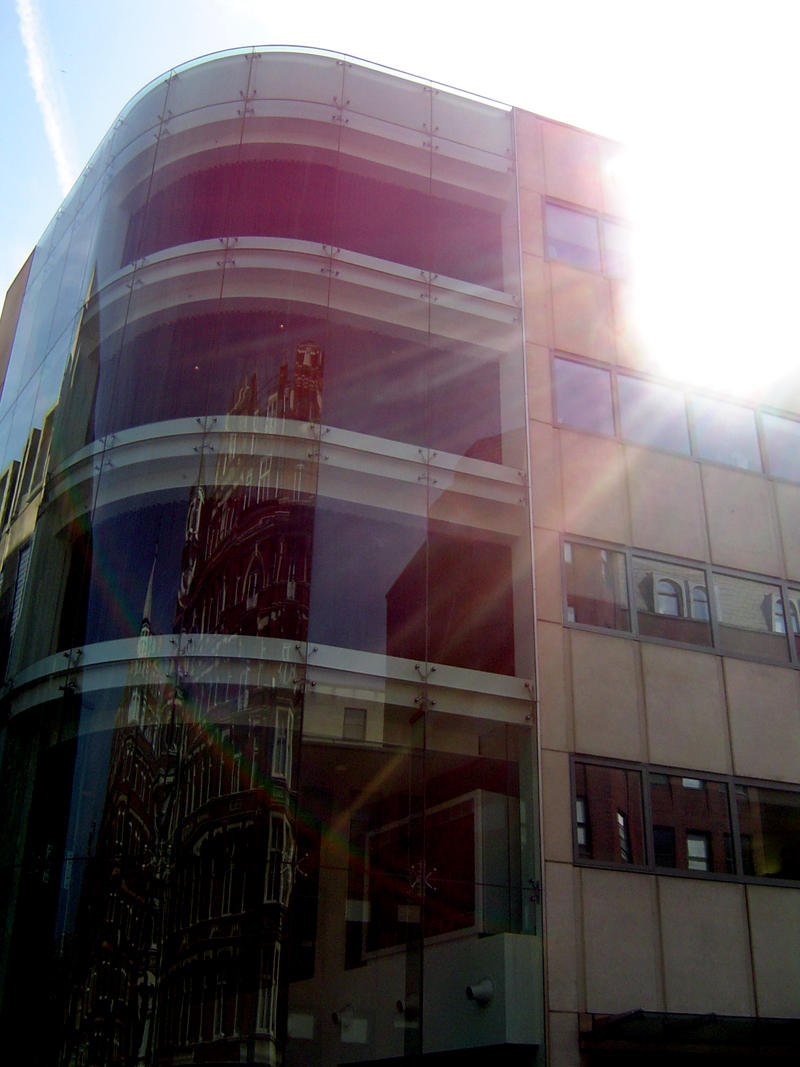
Fosta clădire EMI în Londra. Clădirea este acum proprietate a Warner Music UK.

Electric and Musical Industries Ltd a fost formată în martie 1931 de către fuziunea între Columbia Graphophone Company și Gramophone Company, cu casa sa de discuri "His Master's Voice", firme care au avut o istorie cu rădăcini până la originile sunetului înregistrat. Noua companie integrată vertical a produs înregistrări de sunet și echipament de înregistrări și redare.
Fabrica de gramofoane a companiei a condus la 40 de ani de succes cu electronică și inginerie electrică la scară mai largă.
În octombrie 1979, EMI a fuzionat cu Thorn Electrical Industries să creeze Thorn EMI.
Pe 16 august 1996, acționarii Thorn EMI au votat în favoarea defuziunii lui Thorn de EMI din nou: compania a devenit EMI Group plc, iar diviziile de electronice și comerț au fost divestite ca Thorn plc.
Compania a fost dezmembrată în 2012.

## Electronice
EMI a avut activități în fabricarea de produse electronice în diverse perioade ale istoriei sale, inclusiv televizoare, radare, fotomultiplicatoare, computere și scannere CT.

## Muzică
Activitățile muzicale ale EMI au fost formate prin fuziunea între Columbia Graphophone și Gramophone Company în 1931 și de atunci au evoluat pe parcursul deceniilor următoare. Activitățile sale de case de discuri au fost dezmembrate și cumpărate de Sony Music Entertainment, Universal Music Group și Warner Music Group în 2012.